# Donald Tusk
Donald Franciszek Tusk [dônalt franćíšek túsk], poljski politik, * 22. april 1957, Gdansk. 
Tusk je poljski politik in predsednik poljske vlade od leta 2023, pred tem je bil na tem položaju od leta 2007 do 2014. Od leta 2014 do 2019 je bil predsednik Evropskega sveta. Tusk je bil tudi predsednik Evropske ljudske stranke (EPP) od leta 2019 do 2022. Leta 2001 je soustanovil stranko Državljanska platforma (PO) in jo vodi od leta 2021, že prej jo je med letoma 2003 in 2014.
Tusk je v poljski politiki dejaven od poznih osemdesetih let prejšnjega stoletja, saj je ustanovil več političnih strank in bil skoraj neprekinjeno od leta 1991 prisoten na volitvah. Bil je eden od soustanoviteljev prostotržno usmerjene stranke Liberalno-demokratski kongres (KLD). Leta 1991 je bil izvoljen v Sejm, vendar je leta 1993 izgubil poslansko emsto. Leta 1994 se je KLD združila z Demokratično unijo in ustanovila unijo svobode. Leta 1997 je bil Tusk izvoljen v senat in postal namestnik maršala. Leta 2001 je soustanovil drugo desnosredinsko liberalno konservativno stranko, PO, in bil ponovno izvoljen v Sejm ter znova postal namestnik maršala. 
Leta 2005 je Tusk neuspešno kandidiral za predsednika Poljske, vendar je nato popeljal PO do zmage na parlamentarnih volitvah leta 2007 in bil imenovan za predsednika vlade. PO je popeljal do druge zmage na volitvah leta 2011 in postal prvi poljski premier, ki je bil na položaj ponovno izvoljen po padcu komunizma leta 1989. Leta 2014 je zapustil poljsko politiko in bil imenovan za predsednika Evropskega sveta, po tem, ko je bil predsednik vlade Tretje poljske republike z najdlje stažem in tretji predsednik vlade Poljske z najdaljšim stažem nasploh, za Józefom Cyrankiewiczem in Piotrom Jaroszewiczem. 
Do leta 2019 je bil predsednik Evropskega sveta; sprva ostal v evropski politiki in bil 20. novembra 2019 na kongresu Evropske ljudske stranke v Zagrebu izvoljen za predsednika stranke. Leta 2021 se je vrnil v poljsko politiko in drugič postal vodja Državljanske platforme. Na volitvah leta 2023 je njegova državljanska koalicija osvojila 157 sedežev v Sejmu in postala drugi največji blok v parlamentu. Druge opozicijske stranke so med seboj dobile dovolj sedežev, da so oblikovale koalicijsko večino z Državljansko koalicijo, s čimer se je končalo osemletno vladanje stranke Zakon in pravičnost. Po tem, ko nekdanjemu premierju Mateuszu Morawieckemu 11. decembra ni bila izglasovana zaupnica, je Sejm še tretjič izvolil Donalda Tuska za poljskega predsednika vlade. Njegova vlada je prisegla 13. decembra.